# 1980年夏季残疾人奥林匹克运动会新西兰代表团
1980年夏季残疾人奥林匹克运动会新西兰代表团是新西兰派出的1980年夏季残疾人奥林匹克运动会代表团。获得7枚金牌、6枚银牌和7枚铜牌。